# Гольдгубер, Фелиса Марковна
Фелиса Марковна Гольдгубер (род. 14 февраля 1936, Одесса) — советская волейболистка. Связующая.

## Биография
Игрок одесского «Буревестника» (1953—1963) и сборной СССР (1960—1961). Обладатель Кубка европейских чемпионов 1962, победительница Всемирной Универсиады 1961, Чемпионка СССР 1961, бронзовый призер чемпионата СССР по волейболу 1962. Серебряный призер Спартакиады народов СССР 1956. Мастер спорта СССР (1955). Первый мастер спорта СССР среди одесских волейболисток. Вошла в десятку лучших волейболисток Одессы XX века (7-е место).
Волейболом начала заниматься в 15 лет под руководством большого энтузиаста этого вида спорта Анатолия Новикова. Затем перешла во вторую спортивную школу № 2, где её заметил Евгений Горбачев, возглавлявший женскую команду мастеров Одессы «Искру». Он пригласил её в команду и сразу поставил в основной состав. Дебют в составе «Искры» произошел в первенстве Украины в 1-й группе, где одесская команда заняла 5-е место.
После года выступлений была приглашена в сборную УССР, а в 1956 году в её составе стала серебряным призёром Спартакиады народов СССР. После этого успеха ей было присвоено звание мастер спорта СССР — первой среди одесских волейболисток.
В 1961 году, являясь игроком стартовой шестёрки одесского «Буревестника», выиграла золотые медали чемпионата СССР, а в мае следующего года стала обладателем Кубка европейских чемпионов.
Фелиса Гольдгубер была левшой, отличалась атлетическим телосложением, прыгучестью и мощным ударом. Владела также и правой рукой. Её коронный удар — «крюк».
После окончания карьеры работала тренером в ДЮСШ «Буревестник», а затем, почти двадцати лет, на кафедре физвоспитания Одесской консерватории.
В 1991 году эмигрировала в США. В настоящее время проживает вместе с мужем в Нью-Йорке.